# Фомин, Георгий Михайлович
Георгий Михайлович Фомин (род. 23 апреля 1919, Камышино, Орловский сельсовет) — советский учёный-социолог, доктор философских наук (1972), профессор.
Автор ряда научных работ.

## Биография
Родился 23 апреля 1919 года в селе Камышино Ново-Николаевской губернии (на территории современного Татарского района Новосибирской области).
С 1937 по 1941 год учился в Челябинском педагогическом институте (ныне Южно-Уральский государственный гуманитарно-педагогический университет), получил квалификацию учителя истории. По окончании института добровольно вступил в ряды Красной армии. В августе-октябре 1941 года — курсант Рязанского пехотного училища (ныне Рязанское гвардейское высшее воздушно-десантное командное училище). Во время Великой Отечественной войны служил политработником, командиром стрелкового взвода, заместителем начальника штаба 113-го авиационного полка. Был ранен в боях под Москвой.
После демобилизации, в 1946—1947 годах, работал учителем истории средней школы № 27 города Челябинска. В 1947—1948 годах преподавал на кафедре марксизма-ленинизма Челябинского медицинского института (ныне Южно-Уральский государственный медицинский университет), а также в Челябинском педагогическом институте. С 1949 по 1953 год работал по партийной линии: был инструктором политотдела в Челябинске, лектором ЦК Компартии Литвы в Вильнюсе. Одновременно преподавал в Вильнюсском педагогическом
институте.
В 1953—1960 годах преподавал в Тюменском педагогическом институте(в 1955 году защитил кандидатскую диссертацию на тему «О базисе и надстройке социалистического общества» и с этого же года — доцент кафедры марксизма-ленинизма), в 1960—1970 годах — в Тюменском медицинском институте (с 1963 года — заведующий кафедрой марксизма-ленинизма).
В 1970—1976 годах Г. М. Фомин работал в Таганрогском педагогическом институте (ныне Таганрогский институт имени А. П. Чехова): в 1972 году защитил докторскую диссертацию на тему «Марксистско-ленинское решение проблем гуманизма и его воплощение в практике социализма и коммунистического строительства», в 1974 году было присвоено ученое звание профессора.
В 1976—1987 годах — профессор, заведующий кафедрой научного коммунизма Симферопольского государственного университета им. М. В. Фрунзе. В 1991—1996 годах — профессор Крымской академии природоохранного строительства. В 1997—2000 годах — проректор по науке в Институте экономики и управления в Симферополе.

## Награды
- Награждён орденом Отечественной войны I степени, а также медалями «За боевые заслуги», «За оборону Москвы», «За взятие Берлина», «За победу над Германией в Великой Отечественной войне 1941—1945 гг.». В мирное время награждён медалями «За освоение целинных земель», «За доблестный труд», «За трудовую доблесть» и юбилейными военными наградами.[1]
- Удостоен знаков «Победитель социалистического соревнования» и «За отличные успехи в работе».[1]
- Заслуженный работник высшей школы Украинской ССР[укр.] (1987).[1]